# بوبين كيو
بوبين Q (باليابانية: ポッピンQ، بالروماجي: PoppinQ) هو فيلم أنمي ياباني من إخراج ناوكي مياهارا ومن تأليف شوكو آراي ومن إنتاج استوديو توي أنيميشن. عرض الفيلم في اليابان في 23 ديسمبر عام 2016. تم إطلاق حملة تمويل جماعي لرواية تكميلية لأحداث الفيلم في 28 أكتوبر عام 2019. وتم الوصول إلى الهدف في اليوم التالي. وتم إطلاق حملة التمويل الجماعي للرواية الثانية في 7 ديسمبر عام 2020. وتم الوصول إلى الهدف في 25 يناير عام 2021.

## القصة
تدور أحداث القصة عن خمس فتيات في، المدرسة المتوسطة، منشغلات بحياتهن اليومية في اليوم الذي يسبق حفل التخرجهن من المدرسة المتوسطة. تنتقل هؤلاء الفتيات إلى عالم خيالي ويلتقين ببعضهن البعض، ويعملن معًا على حل الأزمة التي يواجهها هذا العالم. الطريقة الوحيدة لتجنب هذه الأزمة هي أن يتعاون ويجمعن قلوبهن الخمسة معًا كقلب واحد من خلال الرقص. ومع ذلك لا يستطيعن أن يحببن هذا العالم، ولا يمكنهم التعبير عن مشاعرهن الحقيقية لبعضهم البعض، لذلك فإن قلوبهم غير قادرة على الاتحاد ويقترب الحد الزمني بسرعة.

## الأداء الصوتي
إيسومي كوميناتو
أداء صوتي: أسامي سيتو
آوي هيوكا
أداء صوتي: شيوري إيزاوا
كوناتسو توموداتي
أداء صوتي: أتسومي تانيزاكي
أساهي أوميتشي
أداء صوتي: أري أوزاوا
ساكي تسوكوي
أداء صوتي: تومويو كوروساوا
بوكون
أداء صوتي: مارينا تانوي
روتشيا
أداء صوتي: كاوري إيشيهارا
دارين
أداء صوتي: كايدي هوندو
أدونا
أداء صوتي: ماو إيتشيميتشي
روفي
أداء صوتي: ساتومي أراي
إيلدير
أداء صوتي: أونشو إيشيزوكا
ريمي
أداء صوتي: ميكا كاناي
ميهارو فوكاماتشي
أداء صوتي: أزوسا تادوكورو
نانا ميتسوهاشي
أداء صوتي: ميغومي تودا

## وصلات خارجية
- الموقع الرسمي باللغة اليابانية
- بوبين Q على موقع IMDb (الإنجليزية)
- بوبين Q على موقع قاعدة بيانات الفيلم (الإنجليزية)
- بوبين Q على موقع ليتربوكسد (الإنجليزية)
- بوبين Q على موقع كينوبويسك (الروسية)
- بوبين Q على موقع ANN anime (الإنجليزية)